# Église catholique en Libye

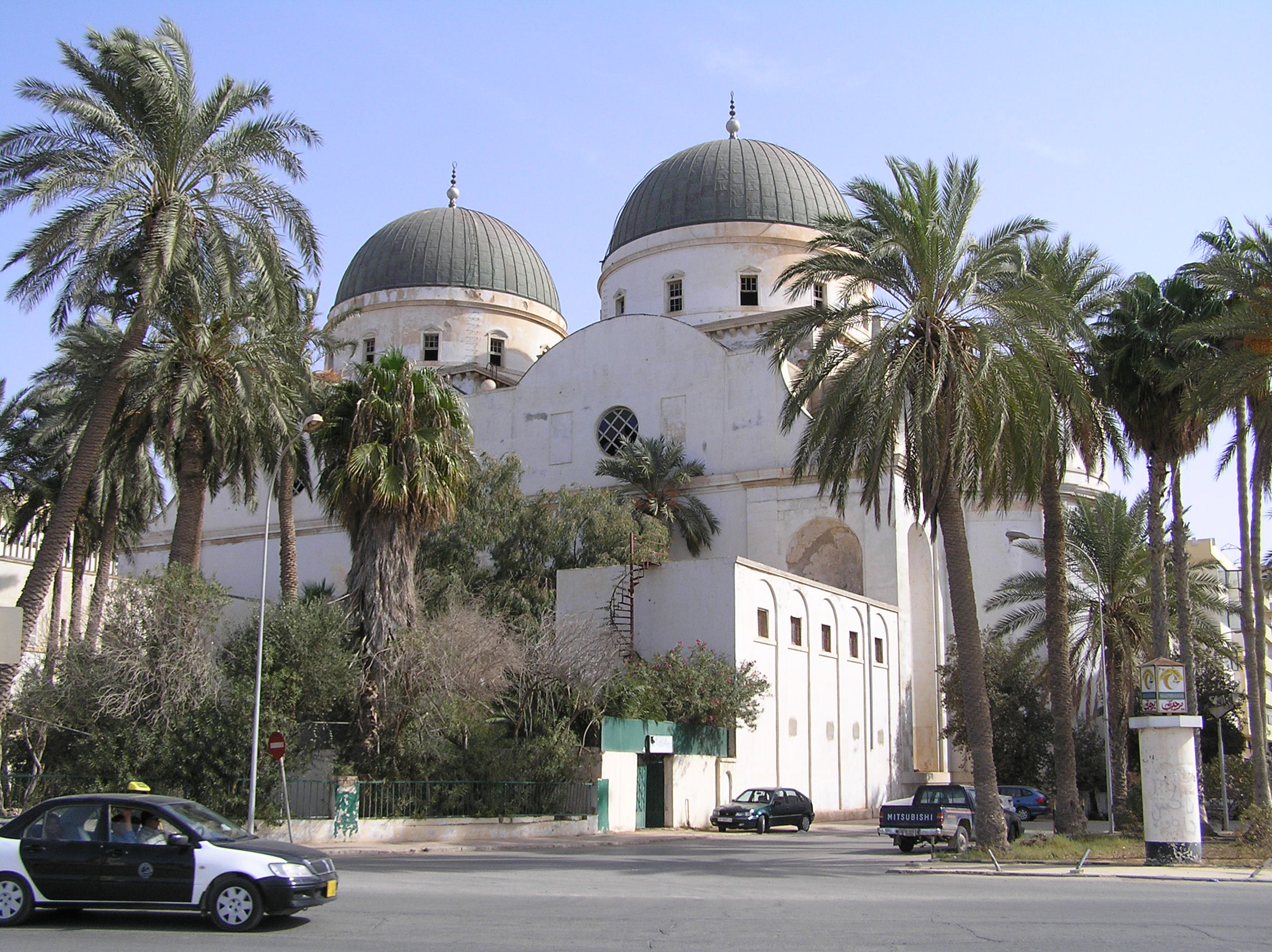
Ancienne cathédrale italienne de Benghazi

L'Église catholique en Libye est une minorité en Libye.

## Vicariat Apostolique deBenghazi
Le vicariat est érigé en 1913. Il s'étend sur un territoire de 757 000 km2.

## Vicariat Apostolique deDerna
Le vicariat est érigé en 1939. Il s'étend sur un territoire de 120 000 m2. En 1966, le nombre de catholiques était de 500. Le siège est vacant depuis 1948 et le vicariat est de facto uni à celui de Tripoli

## Préfecture Apostolique deMisrata
La préfecture est érigée en 1939. En 1969, le nombre des catholiques était de 1100. Le siège est vacant depuis 1969 et la préfecture est de facto unie au vicariat apostolique de Tripoli.

## Vicariat apostolique deTripoli
Le vicariat est érigé en 1913. Il s'étend sur un territoire de 1 000 000 km2.